# Simion Stoilow
Simion Stoilow ou Stoilov (Bucareste, Principados Unidos, 14 de setembro [Calend. juliano: 2 de setembro] 1873 – Bucareste, 4 de abril de 1961) foi um matemático romeno, fundador da escola romena de análise complexa, autor de mais de 100 publicações.
Foi palestrante convidado do Congresso Internacional de Matemáticos em Estrasburgo (1920), em Bolonha (1928) e em Oslo (1936).

## Obras
- Siméon Stoilow, "Sur une classe de fonctions de deux variables définies par les équations linéaires aux dérivées partielles", Thesis, Paris: Gauthier-Villars, VI u. 84 S. 4 (1916). JFM entry
- S. Stoïlow, "Sur les singularités mobiles des intégrales des équations linéaires aux dérivées partielles et sur leur intégrale générale", Annales Scientifiques de l'École Normale Supérieure (3) 36, 235-262 (1919) JFM entry
- Simion Stoïlow, "Leçons sur les principes topologiques de la théorie des fonctions analytiques", Gauthier-Villars, Paris, 1956. MR0082545[2]
- Simion Stoïlow, "Œuvre mathématique", Éditions de l'Académie de la République Populaire Roumaine, Bucharest, 1964. MR0168435